# Валагінський хребет
Валагінський хребе́т (рос. Валаги́нский хребе́т) — гірський хребет на південному сході півострова Камчатки Камчатського краю Росії.

## Географія
Хребет розташований у середній частині гірської системи Східного хребта. Простягається приблизно на 150 км, від верхів'я річок Бистрої та Авачі на північ — північний схід до річки Щапіна. На півдні межує із Ганальським хребтом. На заході — з Центральнокамчатською низовиною, на півночі — із хребтом Тумрок, на сході — із Східним Вулканічним плато.
Хребет складений кристалічними сланцями, гранітами і вулканічними лавами. Він нижчий сусіднього Ганальского хребта, але рельєф його настільки ж сильно розчленований. Максимальна висота — гора Кудряш (1794 м). Найвищі вершини — гори Корніловська (1695 м), Ветлова (1559 м), Савульч (1724 м), Урцова (1607 м).

## Рослинність
Круті схили хребта покриті лісами камчатської берези, вище лежать чагарникові та високотравні зарості.

### Топографічні карти
- Аркуш карти N-57 Петропавловськ-Камчатський. Масштаб: 1 : 1 000 000. Видання 1967 р.
- Аркуш карти N-57-Б Атласово. Масштаб: 1:500 000. Видання 1989 р.
- Аркуш карти N-57-В Петропавловськ-Камчатський. Масштаб: 1:500 000. Видання 1963 р.